# 720 بالهنيا
720 بالهنيا كويكب صغير يتخذ مداراً حول الشمس، وعضو في عائلة كورونيس اكتشف من قبل فرانز كايزر، عالم الفلك الألماني في عام 1911. وتمت تسميتة نسبة للفلكي السويدي كارل تيودور بيتروس بوهلين، وذلك بمناسبة عيد ميلاده ال65. وكان قد عمل على دراسة مدارات الكويكبات.